# Galathea-ekspeditionerne
Danmark har to gange sendt ekspeditionsskibe ved navn Galathea ud på en jordomsejling. Første gang var i 1845 og anden gang i 1950. Under Galathea 3 (11. august 2006-25. april 2007) anvendtes søværnets skib Vædderen. Det har været forskellige skibe hver gang og alle gange havde ekspeditionen en dobbelt karakter: Dels var formålet repræsentation, dels naturvidenskabelige landvindinger.

## Galathea-ekspeditionen 1845–1847
Korvetten Galatheas verdensomsejling var det første danske forsøg på at gøre, hvad de fleste store søfarende nationer gjorde i perioden: At gennemføre et storstilet ekspeditionstogt. Det nok mest berømte af togterne fra denne periode er HMS Beagles togt i 1830'erne, hvor Charles Darwin, manden der gav evolutionsteorien dens gennembrud, var med.
Ekspeditionen havde dog flere formål, hvoraf naturvidenskaben kun var den ene. De medsejlende videnskabsmænd var Wilhelm Friedrich Georg Behn, Didrik Ferdinand Didrichsen, Bernhard Casper Kamphǿvener, Carl Emil Kiellerup, Johannes Theodor Reinhardt og Hinrich Johannes Rink samt tegner Johan Christian Thornam og genremaler Poul August Plum. Galathea skulle også varetage danske handelsinteresser i Fjernøsten og Sydamerika, den skulle genoptage koloniseringen af Nicobarerne i den Bengalske Bugt og endelig skulle den overdrage de danske handelspladser i Indien til England.

### Den første ekspeditions rute
Korvetten forlod København 24. juni 1845. Herfra sejlede den syd om Afrika til Indien, videre op til Japan over Stillehavet med holdt på Sandwich-øerne (Hawaii), syd om Sydamerika, op gennem Atlanterhavet og tilbage til Europa. Den var tilbage den 31. august 1847. Ekspeditionen var under kommando af kaptajn Steen Andersen Bille. Rejsen er beskrevet i »St. Billes Beretning om Corvetten
Gaiatheas Rejse omkring Jorden« af W. v. Rosen fra 1853.

### KorvettenGalathea
Korvetten Galathea blev bygget på Orlogsværftet på Gammelholm og blev søsat 6. oktober 1831. Den indgik i den Kongelige Danske Marine i perioden 1833–1861.
De første mange år af dens tid i flåden drog den på togter i bl.a. Middelhavet. Galathea-ekspeditionen blev dog det sidste togt, herefter kom skibet under krigsudrustning og tjente bl.a. som vagtskib. I 1862 blev den solgt til Handelshuset Mohr & Kjær. 
Skibet var 42,2 meter lang, 10,2 meter bred, med en dybgang på 4,5 meter. Det kunne bære over 30 kanoner.

### Den første ekspeditions resultater
De videnskabelige resultater fra den første Galathea-ekspedition gjorde ikke det store væsen af sig. Det skyldes blandt andet de politiske forhold. Christian 8., der var personligt interesseret i ekspeditionen, døde 1848, og senere samme år brød Treårskrigen ud. De politiske forhold gjorde, at det indsamlede materiale var mange år om at blive videnskabeligt bearbejdet, og resultaterne udeblev derfor indlysende nok.
Meget af det indsamlede materiale indgår dog i dag i danske naturvidenskabelige samlinger.

## Galathea-ekspeditionen 1950–1952
Den anden Galathea-ekspedition havde ligesom den første det dobbelte formål, at den dels var en videnskabelig ekspedition, dels en dansk repræsentation.
På videnskabsdelen var formålet denne gang primært dybhavsundersøgelser. Dyrelivet i dybderne på verdens oceaner skulle undersøges, og der skulle foretages hydrografiske undersøgelser og undersøgelse af jordens magnetfelt. Undersøgelser til lands skulle kun ske i begrænset omfang.
Repræsentationsmæssigt var det ekspeditionens formål at præsentere dansk kultur- og erhvervsliv i de besøgte havne. Samtidig skulle der dog også indsamles materiale fra den danske tid i de tidligere danske kolonier.

### Den anden ekspeditions rute
Galathea forlod København 15. oktober 1950 fra Langelinie. Følgende liste viser skibets rute:
- København, Danmark
- Plymouth, England
- Lissabon, Portugal
- Santa Cruz, Tenerife, Spanien
- Dakar, Senegal
- Monrovia, Liberia
- Takoradi, Guldkysten
- Accra, Guldkysten
- São Tomé, Portugal
- Port Victoria
- Luanda, Angola
- Lobito, Angola
- Simon's Town, Sydafrika
- Walvis Bay
- Kapstaden
- Durban
- Beira
- Mombasa
- Seychellerne
- Colombo
- Tranquebar
- Kolkata (dengang Calcutta)
- Nicobarerne
- Bangkok
- Manila
- Filippinergraven
- Borneo
- Sundadybet (2.–11.9.1951)
- Ny Guinea
- Salomondybet
- Brisbane
- Sydney
- Melbourne
- Adelaide (7.–10.12.1951)
- Wellington
- Campbell Island
- Dunedin (8.–11.1.1952)
- Auckland
- Kermadecdybet
- Tongadybet
- Samoa (15.3.1952)
- Honolulu (25.–28.3.1952)
- San Francisco (6.–9.4.1952)
- San Diego (12.–22.4.1952)
- Acapulco (29.4.–3.5.1952)
- Panama (22.5.1952)
- Sankt Jan, Sankt Croix og Sankt Thomas (26.–29.5.1952)
- San Juan
- Azorerne (11.–13.6.1952)
- Plymouth
- København (26.6.1952)

### FregattenGalathea
Fregatten blev bygget på orlogsværftet på flådestationen HMNB Devonport, England, og startede sin karriere i den newzealandske flåde 1934–1939. Herefter var den i civilt ejerskab et par år, inden den danske flåde købte den i august 1949. Den anden Galathea-ekspedition blev dens sidste egentlige bedrift. I 1954 blev den solgt som skrot.
Galathea var 81,34 meter lang, 10,98 meter bred, Deplacement 1.500 tons, med en dybgang på 3,05 meter og fart 16 knob.

### Den anden ekspeditions resultater
Ekspeditionen havde på det videnskabelige område mange resultater med hjem. Blandt emnerne kan nævnes:
- Hydrografiske undersøgelser
- Palmestudier fra Seychellerne
- Måling af havets stofproduktion
- Studier af pelagisk dyreliv
- Studier af havslanger
- Omfattende studier af dybhavets dyreliv
- Undersøgelser af dyreliv på havbunden
- Studier af oceanernes fugleliv
- Jordmagnetiske undersøgelser

Blandt de mange dybhavsdyr, der var studeret, var også adskillige hidtil ukendte dyrearter, heriblandt urbløddyret Neopilina galatheae. Derudover havde ekspeditionen filmmateriale til Statens Filminstitut med hjem fra mange af de besøgte steder.

## Galathea-ekspeditionen 2006–2007
Se Galathea 3.